# Az Európai Unió cukorpiaci rendtartása
Az Európai Unió cukorpiaci rendtartása a közös agrárpolitika keretein belül olyan szabályozórendszer, amely termelési kvótákkal, kötelező felvásárlási minimumárakkal, behozatali vámokkal és támogatásokkal védi a közösségen belüli cukorrépa-termesztést és cukorgyártást. Hatálya kiterjed a répacukorra, nádcukorra, izoglükózra (magas fruktóztartalmú kukoricaszirup), cukorrépára, cukornádra, melaszra, inulinszirupra és bizonyos egyéb cukrokra. A rendszer a 2016/17-es cukorgazdasági év végén, 2017. szeptember 30-án megszűnt.

## Története
A cukoripari rendtartást 1968-ban vezették be az Európai Unióban azzal a céllal, hogy méltányos jövedelmet biztosítson az EU termelőinek, illetve biztosítsa az EU önellátását. Az első szabályozás hét évig volt érvényes, utána ötévenként hosszabbították, de a rendszer alapjai évtizedeken át alig változtak, és megmaradtak a közös agrárpolitika 1992-es reformját követően is.
2002-ben a nagy nádcukorgyártó országok közül Ausztrália és Brazília konzultációt kezdeményeztek a Kereskedelmi Világszervezetnél (WTO) az Európai Unióval a cukorrendtartás keretében nyújtott exporttámogatást miatt; 2003-ban Thaiföld is konzultációt kezdeményezett ugyanebben az ügyben. A kezdeményező országok véleménye szerint az Európai Unió az exporttámogatás nyújtásával megszegte a világkereskedelmi egyezményeket, ezt a 2003–2005 közötti WTO-panel lényegében elfogadta. Az ügy az európai cukorrendtartás 2006-os reformjához vezetett, melynek értelmében 2006 júliusától négy éven át fokozatosan csökkentették a cukor intervenciós árát (631,9 €/t-ról 335,2 €/t-ra) és a cukorrépa felvásárlási árát (46,72 €/t-ról 26,29 €/t-ra). Ugyanakkor létrehoztak egy úgynevezett szerkezetátalakítási alapot, amelybe a cukortermelő cégek a cukorkvótájuk arányában fizettek be, és ebből premizálták a termeléssel végleg felhagyó cégeket. A reform első évében Írország, Finnország, Svédország, Spanyolország, Portugália, Lettország, Görögország és Olaszország egyes cukorgyártó vállalatai mondtak le a cukorkvótájukról, a következő évben Szlovénia, Magyarország, Csehország és Szlovákia egyes gyártói következtek. 2007-ben az Európai Unió olyan módon változtatta meg a cukoripar szerkezetátalakítási reformját, hogy nem csak a gyártóknak, hanem a répatermelőknek is lehetőséget nyújtott a kvótáról való lemondásra egy külön támogatás fejében. A reform következményeképpen a 2006 és 2009 közötti időszakban 5,8 millió tonna cukorkvótáról mondtak le, és öt uniós tagállamban (Bulgária, Írország, Lettország, Portugália, Szlovénia) teljesen megszűnt a cukorgyártás.
A rendtartás reformjának következményeként az Európai Unióban a cukorrépa termőterülete 2,1 millió hektárról 1,4 millió hektárra, a répatermelők száma 285 000 -ről 164 000 -re csökkent. Míg a reform előtt az Unióban 189 cukorgyár működött mintegy 50 000 munkavállalóval, a reform következtében a gyárak száma 114-re, a munkavállalóké 30 000 -re csökkent (beleértve a 2007-ben csatlakozott két új EU-tagállamban, Bulgáriában és Romániában található négy gyárat is).
Egy 2013-ban hozott döntés értelmében az Európai Unió cukorpiaci rendtartása 2017. szeptember 30-án véget ért.

### A rendtartás reformja Magyarországon
A cukorrendtartás reformjának kezdetén Magyarországon öt cukorgyár működött (Kaba, Kaposvár, Petőháza, Szerencs, Szolnok). A reform következtében ezek közül négy gyárat zártak be, csak a kaposvári maradt meg. Ellentételezésképpen 2006–2013 között 627 millió euró európai uniós támogatás érkezett az országba. Ennek 65%-a (350 millió euró) azokhoz a répatermelőkhöz jutott, akik felhagytak a termeléssel. Valamivel kevesebb mint 27%-ot (169 millió euró) a cukorgyárak kaptak; ebből az összegből biztosítaniuk kellett a gyár lebontását, a környezet helyreállítását és a dolgozók elbocsátásának költségeit.
A cukorrendtartás reformjával kapcsolatos magyarországi befizetések (-) és támogatások (+) millió euróban
| Jogosult                               | Szerkezetátalakítási illeték | Kvótavásárlás | Szerkezetátalakítási támogatás | Elkülönített cukortámogatás | Diverzifikációs támogatás | Répatermelési támogatás |
| -------------------------------------- | ---------------------------- | ------------- | ------------------------------ | --------------------------- | ------------------------- | ----------------------- |
| Eastern Sugar Zrt. (Kaba)              | -13,6                        |               | 60,6                           |                             |                           |                         |
| Magyar Cukor Zrt. (Kaposvár, Petőháza) | -57,6                        | -1,8          | 26,3                           |                             |                           |                         |
| Mátra Cukor Zrt. (Szerencs, Szolnok)   | -43,5                        |               | 82,4                           |                             |                           |                         |
| Termeléssel felhagyó répatermelők      |                              |               | 80,8                           | 258,8                       | 10,1                      |                         |
| Megmaradó répatermelők                 |                              | -1,8          | 5,2                            | 39,5                        |                           | 9,0                     |
| Új/bővítő répatermelők                 |                              |               |                                |                             |                           | 15,5                    |
| Magyar állam                           |                              |               |                                |                             | 41,4                      |                         |
| Összesen                               | -114,7                       | -3,6          | 255,3                          | 298,3                       | 51,5                      | 24,5                    |

## Működése

### Kvóta
A rendtartás az egyes tagállamokra cukortermelési kvótákat állapít meg, amelyeket az illető ország az egyes cukorgyártó cégek között oszt szét. A kvóta nem eladható, viszont a kvótával rendelkező cég igen. Lehetséges a kvóta cukorgyártó cégek közötti átcsoportosítása a répatermelők kérése alapján. A cukorkvótához kapcsolódóan a répatermelők meghatározott mennyiségű répaszállítási joggal rendelkeznek; a répaszállítási jognak megfelelő cukorrépát a területileg illetékes cukorgyártó cég köteles legalább a rendtartás által meghatározott minimum áron megvásárolni.
A kvótán felül termelt cukor esetében a gyártó az alábbi lehetőségek közül választhat:
- elszámolás a következő évi kvóta terhére,
- a rendtartás által meghatározott ipari célra (például bioetanol, keményítő, gyógyszerek gyártása) való értékesítés,
- exportálás (exportengedély alapján, egy megadott mennyiségi korláton belül).

A kvóta arányában a cukorgyártó cégek kötelesek úgynevezett termelési illetéket fizetni.
Kvóták a 2013/14-es gazdasági évben
| Ország             | Cukor (tonna) | Izoglükóz (tonna) | Megjegyzés              |
| ------------------ | ------------- | ----------------- | ----------------------- |
| Ausztria           | 351 027       |                   |                         |
| Belgium            | 676 235       | 114 580           |                         |
| Bulgária           |               | 89 198            |                         |
| Csehország         | 372 459       |                   |                         |
| Dánia              | 372 383       |                   |                         |
| Egyesült Királyság | 1 056 474     |                   |                         |
| Franciaország      | 3 004 811     |                   | kontinentális           |
| Franciaország      | 432 220       |                   | tengeren túli területek |
| Finnország         | 80 999        |                   |                         |
| Görögország        | 158 702       |                   |                         |
| Hollandia          | 804 888       |                   |                         |
| Horvátország       | 192 877       |                   |                         |
| Litvánia           | 90 252        |                   |                         |
| Lengyelország      | 1 405 608     | 42 861            |                         |
| Magyarország       | 105 420       | 250 266           |                         |
| Németország        | 2 898 256     | 56 638            |                         |
| Olaszország        | 508 379       | 32 493            |                         |
| Portugália         | 0             | 12 500            | kontinentális           |
| Portugália         | 9 953         |                   | Azori-szigetek          |
| Románia            | 104 689       |                   |                         |
| Spanyolország      | 498 480       | 53 810            |                         |
| Svédország         | 293 186       |                   |                         |
| Szlovákia          | 112 320       | 68 095            |                         |
| Összesen           | 13 529 618    | 720 441           |                         |

### Import
A reform előtti szabályozás szerint az importvámok és pótvámok rendszere miatt az Európai Unióba történő cukorimport nem volt gazdaságos. Leszámítva a különböző preferenciális (vámmentes) importkvótákat, amelyekből a Nyugat-Balkán, az AKCS-országok (Afrika, Karibi-tengeri, illetve Csendes-óceáni térség) és az LDC-országok (Less Developed Countries - fejlődő országok) részesültek, a cukorimport gyakorlatilag nem létezett. A reformot előidéző WTO-konzultáció során azonban az EU kötelezettséget vállalt az import részleges liberalizálására.
Míg a rendtartás reformját megelőzően az EU cukorexportja meghaladta az importot, a reform hatására az Unió nettó cukorimportőrré vált. Az import elsősorban finomítatlan nyerscukor formájában érkezik az afrikai, AKCS- és LDC országokból, amelyek korlátlanul hozhatnak be vámmentes cukrot az Európai Unióba - ez évente mintegy 3,5 millió tonnát jelent. Ezen felül az EU további vámmentes vagy csökkentett vámtételes importkvótákat bocsát ki, amelyekből főként a balkáni országok és Brazília részesülnek - ez további egymillió tonna behozatalát teszi lehetővé.

### Export
A rendtartás reformja előtt a kvótán belül termelt cukormennyiséget EU-támogatással exportálták. A támogatott export nagyságrendje a reform előtt 2,5 millió tonna, az összes export mintegy 7,5 millió tonna volt. Miután a WTO-panel határozata évente maximum 1,37 millió tonna cukor exportját engedélyezi, a cukorexport engedélyköteles. Engedélyeket évente egy megadott mennyiségi korláton belül bocsátanak ki; az exportengedély megszerzéséhez 110 €/tonna biztosítékot kell letenni. Amennyiben a világpiaci árak és az EU-n belüli árak eltérnek, exporttámogatás adható; az árak figyeléséhez a cukorgyártók és kereskedők adatszolgáltatásra kötelezettek.

### Intervenciós felvásárlás
A korábbi szabályozás szerint a cukorgyártó cégek eladhatták a kvótán belül megtermelt cukrot az Európai Unió által kijelölt úgynevezett intervenciós hivataloknak. 2006-ig az intervencióra felajánlott mennyiségnek nem volt korlátja, 2006–2010 között a felvásárlás korlátozott mennyiséggel és csökkentett intervenciós áron, de érvényben maradt. Az intervenciós felvásárlás lehetősége 2010. szeptemberben megszűnt.

## Jogszabályok
- A Tanács 1370/2013/EU rendelete (2013. december 16.) a mezőgazdasági termékpiacok közös szervezésével kapcsolatos egyes támogatások és visszatérítések megállapítására vonatkozó intézkedések meghatározásáról.  Az Európai Unió Hivatalos Lapja,   (2013. december 20.)  Hozzáférés: 2014. november 13.
- Az Európai Parlament és a Tanács 1308/2013/EU rendelete (2013. december 17.) a mezőgazdasági termékpiacok közös szervezésének létrehozásáról.  Az Európai Uniós Hivatalos Lapja,   (2013. december 20.)  Hozzáférés: 2014. november 13.